# Kleybolte Peninsula
Kleybolte Peninsula är en halvö i Kanada.   Den ligger i territoriet Nunavut, i den norra delen av landet, 4 100 km norr om huvudstaden Ottawa.
Trakten runt Kleybolte Peninsula är permanent täckt av is och snö. Trakten runt Kleybolte Peninsula är nära nog obefolkad, med mindre än två invånare per kvadratkilometer.